# استادیوم فیلیپوپولیس
استادیوم فیلیپوپولیس یک استادیوم رومی باستان در فیلیپوپولیس (پلودیو امروزی) بود که در قرن دوم پس از میلاد در دوره امپراتوری روم ساخته شد. این یکی از بزرگ‌ترین و بهترین بناهای حفظ شده از زمان امپراتوری روم در شبه جزیره بالکان است. در زمان ساخت این ورزشگاه، فیلیپوپولیس مرکز استان رومی تراکیا بود.
استادیوم، تقریباً ۲۵۰ متر (۸۲۰ فوت) طول و ۵۰ متر (۱۶۰ فوت) عرض دارد و می‌تواند تا ۳۰۰۰۰ تماشاگر را در خود جای دهد. امروزه قسمت منحنی شمالی استادیوم (اسفندون) تا حدی بازسازی شده است و یکی از قابل تشخیص‌ترین نقاط دیدنی شهر در میان بسیاری از ساختمان‌های حفظ شده از دوران روم است.

## معماری

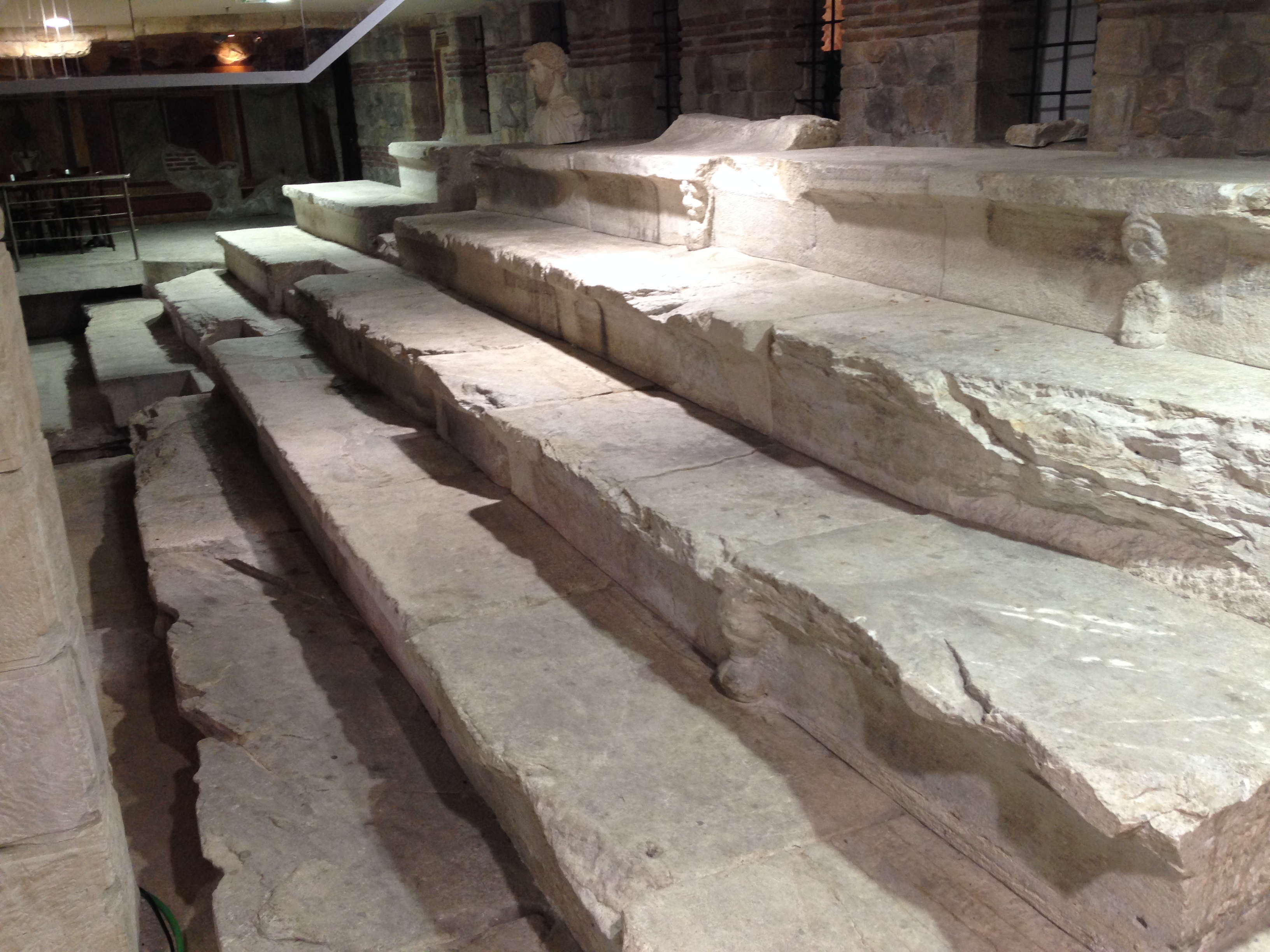
سمت استادیوم در زیرزمین مرکز خرید

این استادیوم در اوایل قرن دوم پس از میلاد در زمان امپراتور هادریان (حک. 117–138) بنا شد. تقریباً ۲۴۰ متر (۷۹۰ فوت) طول و ۵۰ متر عرض دارد و می‌تواند تا ۳۰۰۰۰ تماشاگر را در خود جای دهد. طول مسیر به اندازه یک استادیا است؛ ۶۲۵ فوت رومی یا ۶۰۰ فوت یونانی یا تقریباً ۱۸۰ متر (۵۹۰ فوت).
صندلی‌های تماشاگران در ۱۴ ردیف طبقه‌بندی شده‌اند که با راهروهای پلکانی مسیری ایجاد می‌کنند. صندلی‌ها از بلوک‌های سنگ مرمر (۴۰ سانتی‌متر ارتفاع و ۷۵ سانتی‌متر عرض) و قسمت‌های جلویی با پنجه‌های شیر تزئین شده هستند. قسمت جلویی پایین‌ترین ردیف با صفحات سنگ مرمر عظیم ۱٫۸۰ متری (''ارتوستات'') روی بلوک‌های مرمر پوشانده شده است. صندلی‌های بالاترین ردیف دارای پشتی بودند.
مانند سایر ساختمان‌های امپراتوری برای رویدادهای دیدنی، استادیوم دارای صندلی‌های افتخاری (لاتین: ima cavea) بود که با کتیبه‌هایی در بلوک‌های مرمر حفظ شده است. کرسی‌هایی با کتیبه‌های یونانی پیدا شد که وجود صندلی‌های ویژه برای اعضای پست‌های عمومی بالاتر را ثابت می‌کند.
دیوارهای بیرونی کاوه‌آ از خاکسترهای گرانیتی ساخته شده است که در برخی مکان‌ها با حروف برچسب گذاری شده است. عناصر مرمری معماری ورودی و ارتوستات‌های ردیف جلو با کرامپ‌های آهنی سربی به یکدیگر گره خورده بودند. ورودی اصلی جنوبی استادیوم را ستون‌های بنایی که با ستون‌نماهای مرمری و نقش برجسته تزئین شده‌اند، تشکیل می‌دهد. روی ستون‌ها نیم‌تنه‌های هرمس (hermai) با تزئین نخل‌هایی که بالای آن‌ها قرار گرفته‌اند، همراه با ویژگی‌های خدای هراکلس (هرکول رومی) - پوست شیر، چماق، و ترکش او وجود دارد. در جلوی ورودی یک سنگفرش گرانیتی متشکل از بلوک‌های شش ضلعی به قطر ۷۰/۰ در ۷۰/۰ متر کشف شد.
بخش منحنی شمالی استادیوم در میدان دژومایا است. همچنین یک گذرگاه طاقدار در زیر ردیف‌های صندلی‌ها (کاوه‌آ) مسیر را به جاده رومی بیرونی در کنار دیوارهای شهر پیوند می‌دهد.
در قرن چهارم پس از میلاد آباره رومی باستانی از این منطقه عبور می‌کرد که تکیه گاه طاق آن باقی مانده است.